# Nomeny
Nomeny – miejscowość i gmina we Francji, w regionie Grand Est, w departamencie Meurthe i Mozela.
Według danych na rok 1990 gminę zamieszkiwało 1069 osób, a gęstość zaludnienia wynosiła 60 osób/km² (wśród 2335 gmin Lotaryngii Nomeny plasuje się na 349. miejscu pod względem liczby ludności, natomiast pod względem powierzchni na miejscu 241.).